# 아시안체어샷
아시안체어샷(Asian Chairshot)은 2011년에 데뷔한 3인조 밴드다.

## 방송
- TOP밴드 3 - 우승

## 수상
- KBS TOP 밴드 3 우승 (2015)
- 제12회 한국대중음악상 최우수 록 노래상 (2015)
- EBS 스페이스 공감 올해의 헬로루키 우수상 (2013)

## 경력
- 전통공연예술진흥재단 아리랑 창작곡 공모 홍보대사 (2017)